# Et facere et pati fortia Romanum est

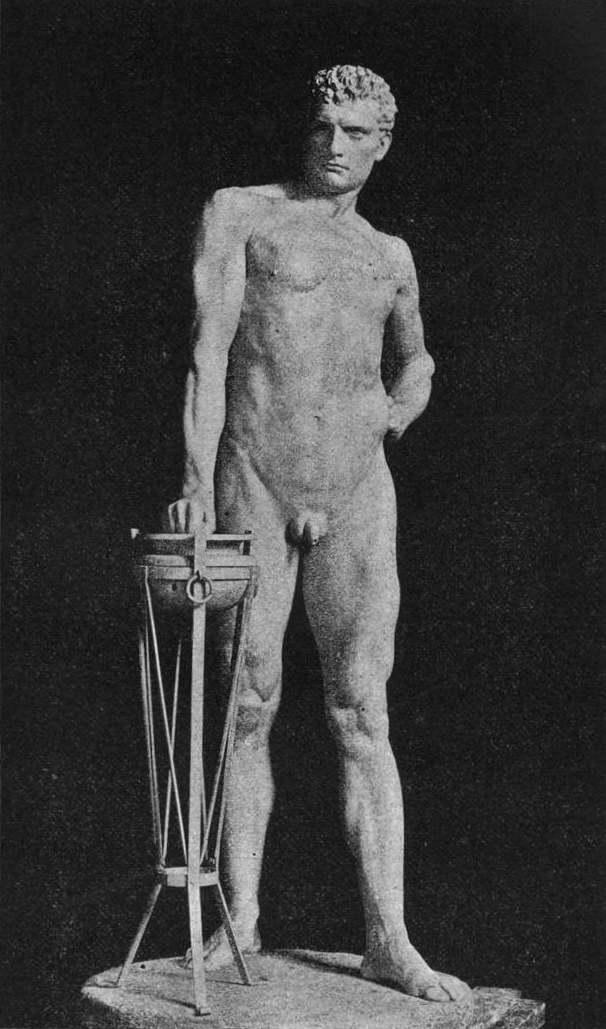
La proeza de Escévola representada en una escultura del.

Et facere et pati fortia Romanum est es una expresión latina que puede traducirse como "actuar y sufrir bravamente es el atributo de un romano". Procede de la obra de Tito Livio Ab Urbe Condita (2, 12, 9) y se identifica como uno de los compendios de las virtudes romanas.
Legendariamente, Gayo Mucio Escévola (Mucius Cordus) intentó matar al rey etrusco Lars Porsena, que estaba asediando Roma. Al momento de ser capturado por los etruscos, gritó Romanus sum civis ("soy ciudadano romano"). Para probar su valor, introdujo su mano derecha en el fuego, de donde le vino su apodo (Scaevola, "mano izquierda"). Porsena quedó tan impresionado por ello, que levantó el asedio.